# Christopher Montaña
Christopher Montaña (Guanare, Portuguesa, Venezuela, 3 de enero de 1999) es un futbolista venezolano que juega como mediocampista en Portuguesa Fútbol Club.

## Carrera profesional
Montaña empezó a destacar muy seriamente como futbolista en el filial del Carabobo Fútbol Club, hasta debutar en Primera División el 6 de marzo de 2016 en un partido ante el Deportivo Táchira como juvenil de regla con empate 1-1 donde fue titular y salió sustituido al minuto 74.
Ha participado en varios módulos de la Vinotinto Sub-20

## Clubes
| Club        | País      | Año         | Partidos | Goles |
| ----------- | --------- | ----------- | -------- | ----- |
| Carabobo FC | Venezuela | 2016 - 2019 | 82       | 1     |

- Datos: Q45175071